# 浜崎奈津子
浜崎 奈津子（はまさき なつこ、1978年7月26日 - ）は、宮崎県内を中心に活躍する、歌手、シンガーソングライター。なっちゃんの愛称で親しまれている。本名・榎本奈津子(えのもとなつこ)、血液型はB型。

## 来歴・人物
宮崎県都城市高城町出身。宮崎女子短期大学（現・宮崎学園短期大学）音楽学科声楽コース卒業。
ピアノ弾き語りのスタイルで地元、都城にてライブ活動を開始。以降、東京や九州各地にてライブ活動行う一方、宮崎のテレビ、ラジオ番組や宮崎県献血キャンペーンのCM等に出演。また、歌手の門倉有希に楽曲を提供し、二人でコラボライブも行う。
2016年よりボイストレーナーとして活動を始める。その他子ども向けおうたユニット『い〜な♪』を結成。
2020年、「浜崎奈津子音楽教室」として、幼児からのピアノレッスンも始める。二児の母。

## ディスコグラフィー

### シングル
- 海と大地～伝説～ (2007年12月2日発売)
- ガンバレ！ (2002年10月10日発売)

### アルバム
- HAPPY BIRTHDAY (2001年2月22日発売)

### 他アーティストへの提供曲
- 門倉有希：シングル「グッバイ」作詞作曲 (2004年9月22日発売)
- 林あさ美：「手紙」作詞作曲（ベストアルバム「あさ美の玉手箱」収録） (2004年11月21日発売)
- 門倉有希：DVD収録曲「情熱」作詞作曲 (2008年2月23日発売)
- 大塚ちひろ：「オメデトウ。」作詞作曲(2009年1月21日発売)
- 門倉有希：“放されて”のカップリング曲に「情熱」作詞作曲 (2010年6月23日発売)
- 門倉有希：シングル「情熱」作詞作曲 (2011年4月20日発売)
- 林あさ美：シングル「空になりたい涙」作曲 (2012年2月22日発売)
- 門倉有希：“私は今、生きている”のカップリング曲に「逢いたい」作詞作曲 (2013年5月22日発売)
- イェソン：（SUPER JUNIOR）「僕のせいだよ（Blind）」日本語詞 (2014年2月17日発売)

### その他
- 宮崎県河川浄化CMキャンペーンソング 「ながれる川のように」 （2002年6月）
- 宮崎県献血キャンペーンソング「ガンバレ！」 （2003年10月） TVCMにも出演
- 串間市市制施行50周年記念イメージソング「海と大地～伝説～」 （2004年9月）
- UMKスーパーニュース エンディング曲（2007年4月～2010年3月）「With you」
- 新富町民ミュージカル「はんぱっぱ妖怪町」作曲・編曲・歌唱指導（2023年12月公演）

## 過去の主な出演番組
- 「ストリートファイターズ」 （テレビ朝日 2002年3月）
- 「HOTWAVE」 （テレビ宮崎 2001年11月）
- 「トコなつRadio」（MRTラジオ 2005年10月～2006年3月）